# Roscoe (Nova York)
Roscoe és una concentració de població designada pel cens dels Estats Units a l'estat de Nova York. Segons el cens del 2000 tenia 597 habitants.

## Demografia
Segons el cens del 2000, Roscoe tenia 597 habitants, 261 habitatges, i 157 famílies. La densitat de població era de 311,5 habitants per km².
Dels 261 habitatges en un 28% hi vivien nens de menys de 18 anys, en un 46,4% hi vivien parelles casades, en un 10,7% dones solteres, i en un 39,8% no eren unitats familiars. En el 35,2% dels habitatges hi vivien persones soles el 19,5% de les quals corresponia a persones de 65 anys o més que vivien soles. El nombre mitjà de persones vivint en cada habitatge era de 2,29 i el nombre mitjà de persones que vivien en cada família era de 2,96.
Per edats la població es repartia de la següent manera: un 21,8% tenia menys de 18 anys, un 7,4% entre 18 i 24, un 24,1% entre 25 i 44, un 23,8% de 45 a 60 i un 22,9% 65 anys o més.
L'edat mediana era de 42 anys. Per cada 100 dones de 18 o més anys hi havia 89,8 homes.
La renda mediana per habitatge era de 35.625 $ i la renda mediana per família de 45.577 $. Els homes tenien una renda mediana de 41.618 $ mentre que les dones 19.500 $. La renda per capita de la població era de 17.307 $. Entorn del 2,1% de les famílies i el 4,8% de la població estaven per davall del llindar de pobresa.